# Резолюція Комінтерну стосовно македонського питання
Резолюція Комінтерну стосовно македонського питання — резолюція Комуністичного інтернаціоналу від 11 січня 1934 року. Перша в історії офіційна заява міжнародної організації, де визнано існування окремої македонської нації та македонської мови.

## Передісторія
Македонці довгий час не могли отримати визнання як самостійний народ із власною македонською мовою: ще на початку XX сторіччя в Болгарії їх уважали болгарами (а мову — діалектом болгарської), в Югославії — частиною сербського народу, а в Греції — греками-«слов'янофонами». Першу друковану книгу македонською мовою видали в Софії тільки 1903 року. Відсутність власної державності й малочисельність порівняно із впливовішими сусідніми народами спричинило те, що до створення Соціалістичної Республіки Македонія (в складі ФНРЮ 1945 року) не було єдиної внормованої македонської мови — македонці спілкувалися місцевими діалектами, а з представниками сусідніх народів — їхніми мовами.
Велика кількість македонських національних діячів у 1900-х роках мешкала в Санкт-Петербурзі; 1902 року вони заснували там «Македонське науково-літературне товариство в Санкт-Петербурзі», яке діяло до жовтневого перевороту 1917 року. У 1913—1914 роках один із його членів, Дмитро Чуповський, видавав російською мовою газету «Македонскій голосъ», яка обстоювала незалежність Македонії.
Під час Першої Балканської війни та Першої світової війни активну позицію займала Внутрішня македонсько-одринська революційна організація, яка створила збройні загони, що воювали на боці Болгарії (проти Османської імперії і Сербії/Антанти, відповідно). Після завершення світової війни інтереси македонського народу у Версальська системі світу проігноровано — країна ввійшла до складу унітарного королівства Югославія, адміністративний поділ якого не враховував ні етнічних, ні історичних районів, єдиною офіційною мовою була «сербсько-хорватсько-словенська», а під час перепису населення македонців і чорногорців рахували частиною сербської нації.

Прапор Внутрішньої македонської революційної організації

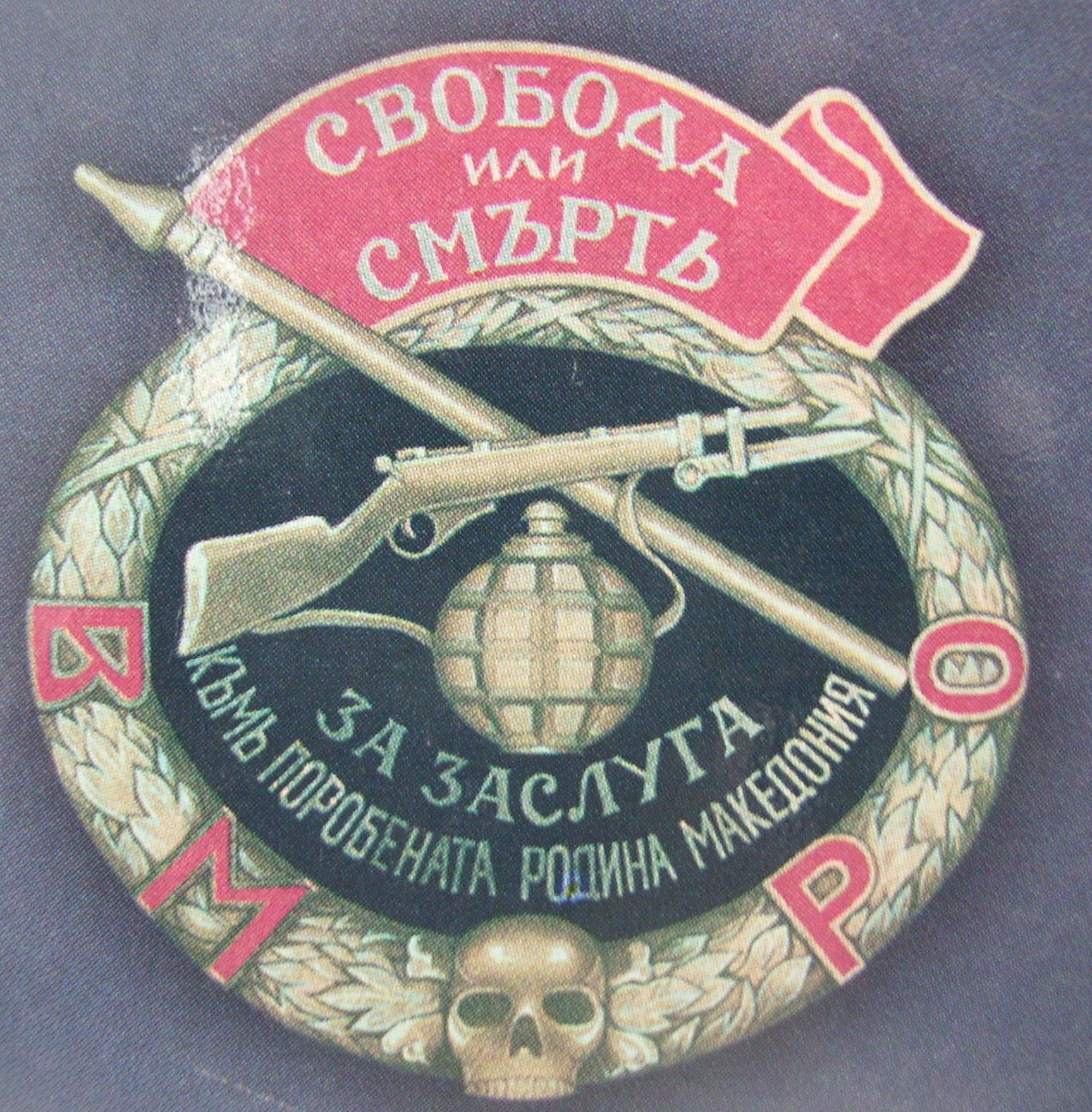
Значок ВМРО із закликом: «Свобода або смерть»

У 1917—1918 роках у вирі революційних подій у Петрограді засновано Македонський революційний комітет, який затвердив програму дій, метою яких було створення Балканської Демократичної Федеративної Республіки з Македонією в її складі.
Популярність революційно-комуністичних ідей особливо зросла після створення СРСР, що проголосив себе державою, котра гарантує «свободу національного розвитку народів». Балканські революціонери підтримували, зокрема ідею Балканської федерації — союзу робітничо-селянських республік, серед яких мала б бути і Македонія. Внутрішня македонська революційна організація (наступниця вищезгаданої ВМОРО) 1924 року видала у Відні так званий «Травневий маніфест», де йшлося про таке:
| Уряди балканських держав є не тільки інструментами європейського імперіалізму; вони проводять і власну націоналістичну загарбницьку політику. Через цю загальноєвропейську та загальнобалканську націоналістичну загарбницьку політику Македонія, виснажена п'ятсотлітнім рабством, розорена трьома війнами, зараз знову поневолена та поділена між трьома державами: Сербією, Грецією та Болгарією. |
У Маніфесті організація закликала до об'єднання македонський народ і македонських революціонерів народ заради «звільнення та об'єднання розділеною на частини Македонії в незалежну й самостійну політичну одиницю» й завершила його таким закликом: «Хай живе єдиний македонський революційний фронт! Хай живе єдиний балканський революційний фронт! Хай живе об'єднана й незалежнаа Македонія! Хай живе Балканська Федерація!».

## Ухвала Комінтерну
Наприкінці 1933 — на початку 1934 року виконавчий комітет Комінтерну в Москві розглянув резолюцію Центрального комітету Внутрішньої македонської революційної організації (об'єднаної) стосовно македонського питання та 11 січня 1934 року постановив затвердити її. Текст цієї резолюції надрукувала газета «Македонско дело» у квітні 1934 року.